# Kłopotliwy gość (film 1971)
Kłopotliwy gość – polski film komediowy z 1971 roku w reżyserii Jerzego Ziarnika.
Premiera odbyła się w podwójnym pokazie z dokumentem Obrońcy Helu Wytwórni Filmowej „Czołówka”.

## Obsada aktorska
- Bronisław Pawlik – Marian Piotrowski
- Barbara Krafftówna – Barbara, żona Piotrowskiego
- Barbara Ludwiżanka – matka Piotrowskiego
- Krystyna Borowicz – pani Krysia, pracownica wydziału kadr PZMC
- Krystyna Chimanienko – referentka w spółdzielni mieszkaniowej „Cybernetyka”
- Jadwiga Chojnacka – pani chcąca obejrzeć cud
- Zofia Czerwińska – „chora” referentka „od kluczy” w spółdzielni mieszkaniowej „Cybernetyka”
- Helena Gruszecka – pani chcąca obejrzeć cud
- Janina Jaroszyńska – przewodnicząca komisji usterkowej ze spółdzielni
- Halina Kowalska – aktorka w filmie oglądanym przez Piotrowskich
- Karol Strasburger – milicjant
- Wanda Łuczycka – pani chcąca obejrzeć cud
- Henryk Bąk – Kazik, przewodniczący Rady Zakładowej w PZMC
- Jerzy Moes – Jurek, kolega Piotrowskiego w PZMC
- Włodzimierz Nowak – „Piotr”, aktor w filmie oglądanym przez Piotrowskich
- Wanda Stanisławska-Lothe – strachliwa sąsiadka Piotrowskich
- Wiesław Gołas – komendant straży pożarnej
- Ryszard Pietruski – mąż „chorej” referentki „od kluczy”
- Jadwiga Barańska – sekretarka przewodniczącego DRN